# AFTPH
AFTPH‏ (Aftiphilin) هوَ بروتين يُشَفر بواسطة جين AFTPH في الإنسان.